# Fabio da Conceicao Amorim
Fabio da Conceicao Amorim (født 28. februar 1990) er en brasiliansk fodboldspiller.
Han har spillet for flere forskellige klubber i sin karriere, herunder Shonan Bellmare.